# Contea di Wiluna
La contea di Wiluna è una delle diciassette Local Government Areas che si trovano nella regione di Mid West, in Australia Occidentale. Essa si estende su di una superficie di circa 184.000 chilometri quadrati ed ha una popolazione di 1.644 abitanti.